# Taiúva
Taiúva – miasto i gmina w Brazylii, w stanie São Paulo. Znajduje się w mezoregionie Ribeirão Preto i mikroregionie Jaboticabal.